# پایانه شرق تهران
پایانه شرق تهران موسوم به «پردیس مسافری شرق» یا «ترمینال شرق» در بزرگراه یاسینی، همجوار با پارک ملی سرخه‌حصار مکانی جهت استفاده و جابجایی مسافر با استفاده از وسایل نقلیه از جمله اتوبوس است.
پایانه شرق تهران موسوم به پردیس مسافری شرق بزرگترین پایانه مسافربری خاورمیانه است که عملیات اجرایی آن از بهمن ۱۳۹۰ آغاز شد و مرحله نخست عملیات عمرانی آن تا سال ۱۳۹۲ به پایان رسید. پایانه شرق تهران، معروف به ترمینال شرق، به مساحت تقریبی ۱۳ هکتار در ۱۰ تیر ۱۴۰۳ به مرحله بهره‌برداری رسید ولی در 17 آذر ماه 1403 آغاز به کار کرد؛ و ظرفیت پذیرش مسافر آن ۴۶ میلیون مسافر در سال خواهد بود. امتداد خط ۲ متروی تهران نیز از زیر این پایانه عبور خواهد کرد و سپس به واسطه قطار برقی به شهر جدید پردیس متصل خواهد شد.
طرح کل مساحت ۳۰۰ هکتاری پایانه شامل موارد زیر است:
- ۸۰ هزار متر مربع شبکه ارتباطات
- ۴۰ هزار متر مربع پارکینگ
- ۱۱۰ هزار متر مربع ساختمان اصلی
- ۲۰ هزار متر مربع ساختمان‌های جانبی شامل مهمانسرا، باس واش، تعمیرگاه سبک و سنگین، پمپ بنزین، مسجد و …
- ۱۳۵ هزار متر مربع فضای سبز[۸]

## خطوط اتوبوسرانی
تنها خط اتوبوسرانی منتهی به این پایانه خط اتوبوس ۴۵۲ از پایانه شرق جدید به چهارراه تهرانپارس می‌باشد:
- خط اتوبوس ۴۵۲ پایانه شرق جدید به چهارراه تهرانپارس به در مسیر بزرگراه یاسینی ، سه راه آزمایش ، جاده دماوند ، ترمینال قدیم شرق [۹]

## پایانه قدیم شرق

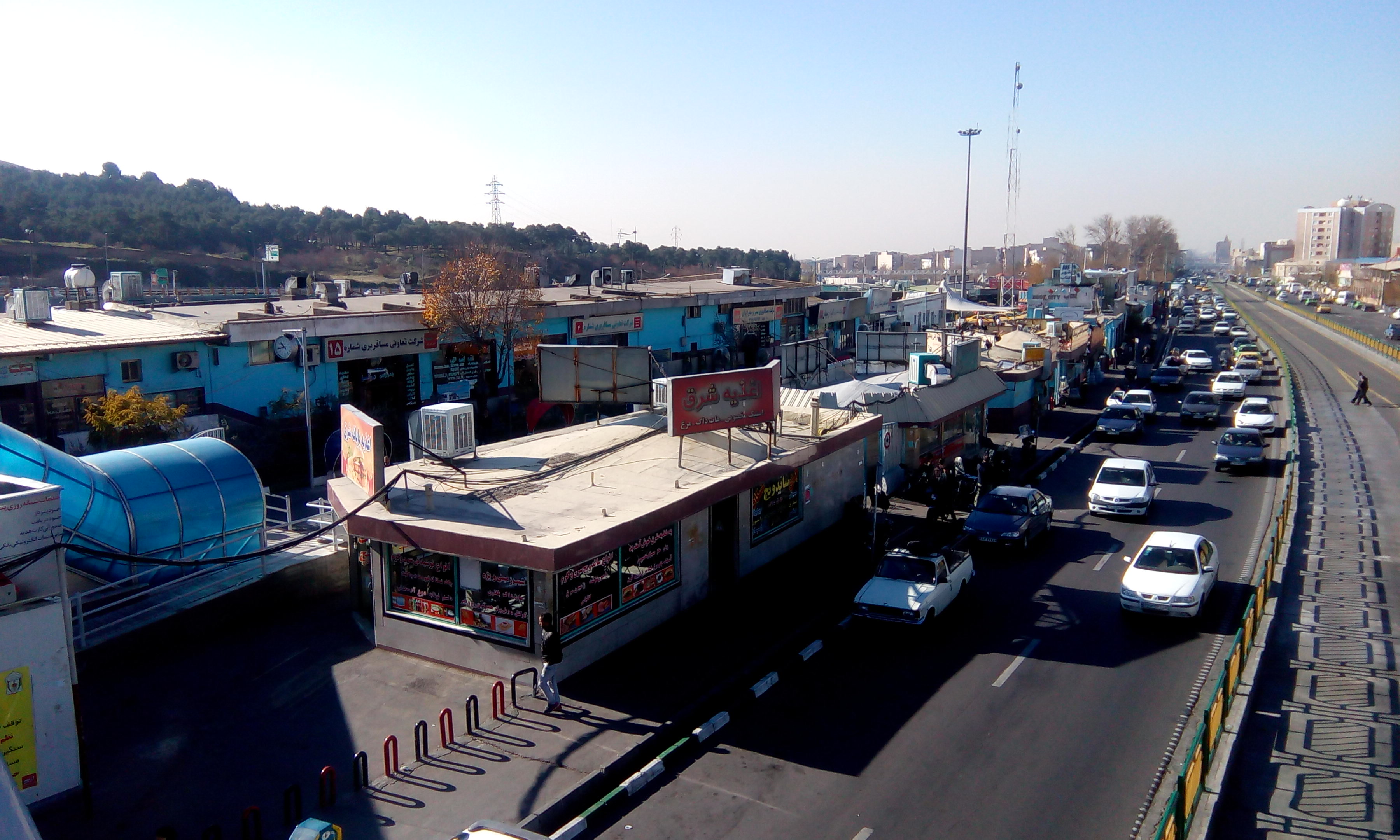
ساختمان های قدیم پایانه شرق تهران در مجاورت خیابان دماوند

ترمینال یا پایانه قدیم شرق تهران در شرق تهران در محدوده تهران‌پارس و خیابان دماوند و در منطقه ۱۳ تهران واقع شده‌بود. پایانه قدیم شرق با مساحتی حدود ۵٫۳ هکتار در سال ۱۳۶۰ تأسیس شد. این پایانه پس از پایانه جنوب دومین پایانه کلان شهر تهران بود که به منظور جابجایی مسافر افتتاح گردید. این پایانه روزانه ۱۵ هزار مسافر را جابجا می‌کرد.